# Medieșu Aurit
Medieșu Aurit é uma comuna romena localizada no distrito de Satu Mare, na região histórica da Transilvânia. A comuna possui uma área de 103.25 km² e sua população era de 7252 habitantes segundo o censo de 2007.